# Frédéric Auguste Bartholdi

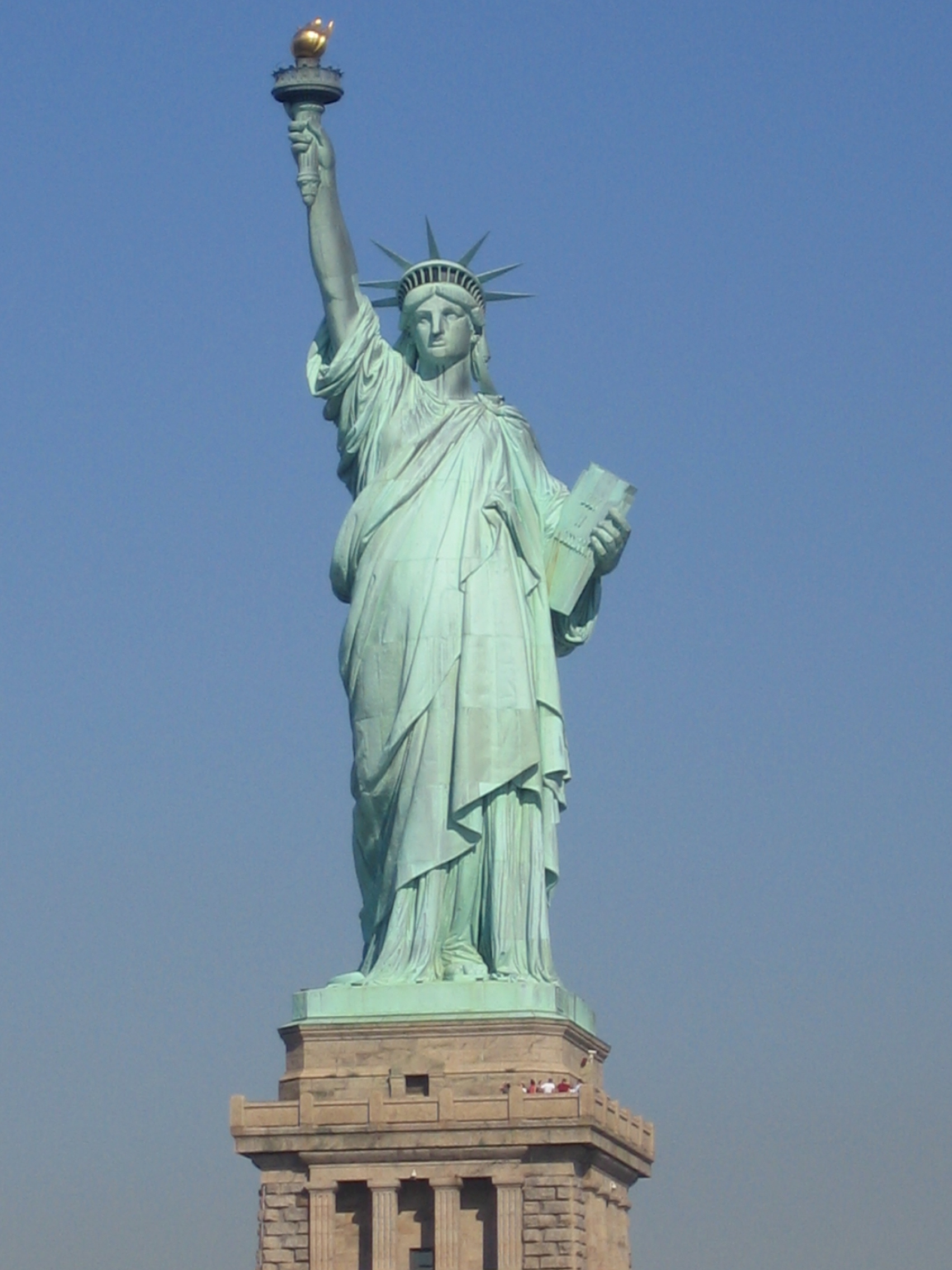
Estàtua de la Llibertat

Frédéric Auguste Bartholdi (Colmar, França, 2 d'agost de 1834 – París, 4 d'octubre de 1904) fou un escultor cèlebre per ésser l'escultor alsacià de l'Estàtua de la Llibertat i el Lion de Belfort.
Signava les seves pintures amb el pseudònim d'Amilcar Hasenfratz.

## Biografia
Nascut a Colmar 2 agost 1834, fill de Jean Charles Bartholdi (1791-1836), conseller de la prefectura, i Charlotte Augusta, nascuda Charlotte Beysser (1801-1891), filla d'un alcalde de Ribeauvillé. Van tenir quatre fills, dels quals només el gran, Jean-Charles i el més jove, Frédéric-Auguste, van sobreviure. A la mort prematura del seu pare en 1836, la mare decideix traslladar-se a París, però conservant el domicili familiar, on anys més tard s'instal·laria el Museu Bartholdi (30 Rue des Marchands, Colmar).
De 1843 a 1851 va estudiar al Liceu Louis-le-Grand de París. Mentrestant, la seva mare el va inscriure com a alumne en l'estudi de l'escultor Antoine Étex i el pintor Ary Scheffer. Aquest últim creu veure que la veritable vocació d'Auguste està en l'escultura. Auguste Bartholdi va acabar el seu batxillerat en 1852 i un any més tard la seva mare li va comprar, per ajudar-li a instal·lar-se, un taller al carrer Vavin de París, que Bartholdi va ocupar durant quaranta anys. De 1855 a 1856, va viatjar amb els seus amics Édouard-Auguste Imer i Jean-Léon Gérôme a Egipte, on va descobrir l'escultura monumental, i després van anar al Iemen. Del viatge van tornar amb dibuixos i fotografies orientalistes que l'influiran en els seus treballs.
El seu primer monument, una escultura en bronze dedicada al general Rapp, va ser inaugurat als Champ-de-Mars de Colmar el 31 d'agost de 1856.
Durant la Guerra francoprussiana de 1870 va ser ajudant del general Giuseppe Garibaldi i agent d'enllaç del govern, específicament responsable d'atendre les necessitats de l'exèrcit dels Vosges. Va ser durant el decurs d'aquest compromís patriòtic que es va refermar el seu amor per la República i la Democràcia. Imapctat per l'annexió de la regió de l'Alsàcia-Lorena per part de l'Imperi Alemany, Bartholdi necessita exaltar els valors de la llibertat.
En 1871, a petició d'Édouard Lefebvre de Laboulaye (per qui Bartholdi va fer un bust en 1866) i de la Unió Franco-Nord-americana, Bartholdi va fer el seu primer viatge als Estats Units, per seleccionar el lloc on s'havia d'instal·lar l'Estàtua de la Llibertat. El projecte s'hi semblarà molt a un altre projecte similar ("Egipte il·luminant l'Est") que hauria d'haver-se instal·lat a l'entrada del Canal de Suez, si Ismaïl Paixà, virrei d'Egipte, hagués acceptat el projecte el 1869.
A partir d'aquest moment la seva carrera professional assoleix un gran renom internacional. Es converteix en un dels escultors més cèlebres del segle xix tant a Europa com a l'Amèrica del Nord.
Per tal d'exaltar l'abast universal del missatge republicà, es fa maçó l'any 1875, adherint-se a la lògia Alsàcia-Lorena de París. A partir d'aquesta data comença la construcció de l'estàtua de la llibertat al seu taller de París, del carrer Vavin. La col·locació de la primera pedra del pedestal va tenir lloc el 5 d'agost de 1884, constituint també una cerimònia maçònica (el Gran Mestre de la Lògia de Nova York, William A. Brodie, va ser l'encarregat de la col·locació de la pedra), recordant d'aquesta manera que les lògies el van ajudar en el seu projecte.
El mateix any, el 20 de desembre, va contraure precipitadament matrimoni a l'ajuntament a Newport (Rhode Island) amb Jeanne-Émilie Baheux de Puysieux (una modista descendent d'una família alsaciana, i que n'era el seu model), una dona 13 anys més jove que Bartholdi. Va ser el seu amic artista John La Farge qui el va convèncer de casar-se per acostar-se més així als valors morals dels homes de negocis nord-americans que finançaven el projecte de l'Estàtua de la Llibertat. El matrimoni va ser feliç, però sense fills.
Bartholdi feu el seu últim viatge als EUA per a la inauguració de l'Estàtua de la Llibertat, a Nova York, el 28 d'octubre de 1886.
Va ser ascendit al rang de Comandant de la Legió d'Honor el 1886, vint-anys després d'haver estat nomenat Cavaller de la mateixa institució.
Va morir de tuberculosi a París el 4 d'octubre de 1904, sent sepultat al Cementiri de Montparnasse.

## Premi Bartholdi
El Premi Bartholdi és una recompensa per al desenvolupament de l'obertura internacional dels estudis universitaris a la regió de l'Alt Rin.

## Galeria

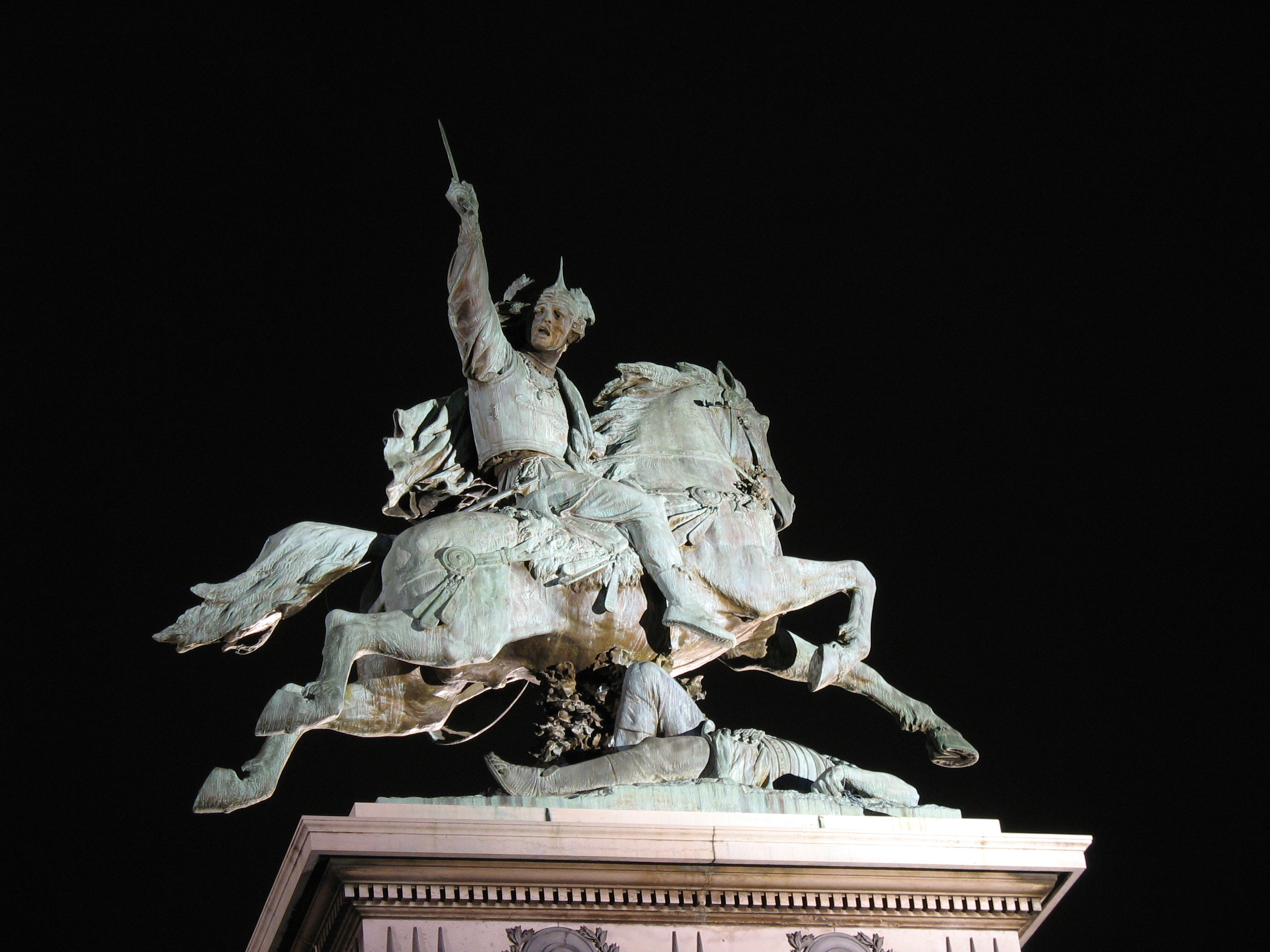
Barthodi - Vercingétorix - Clermont-Ferrand
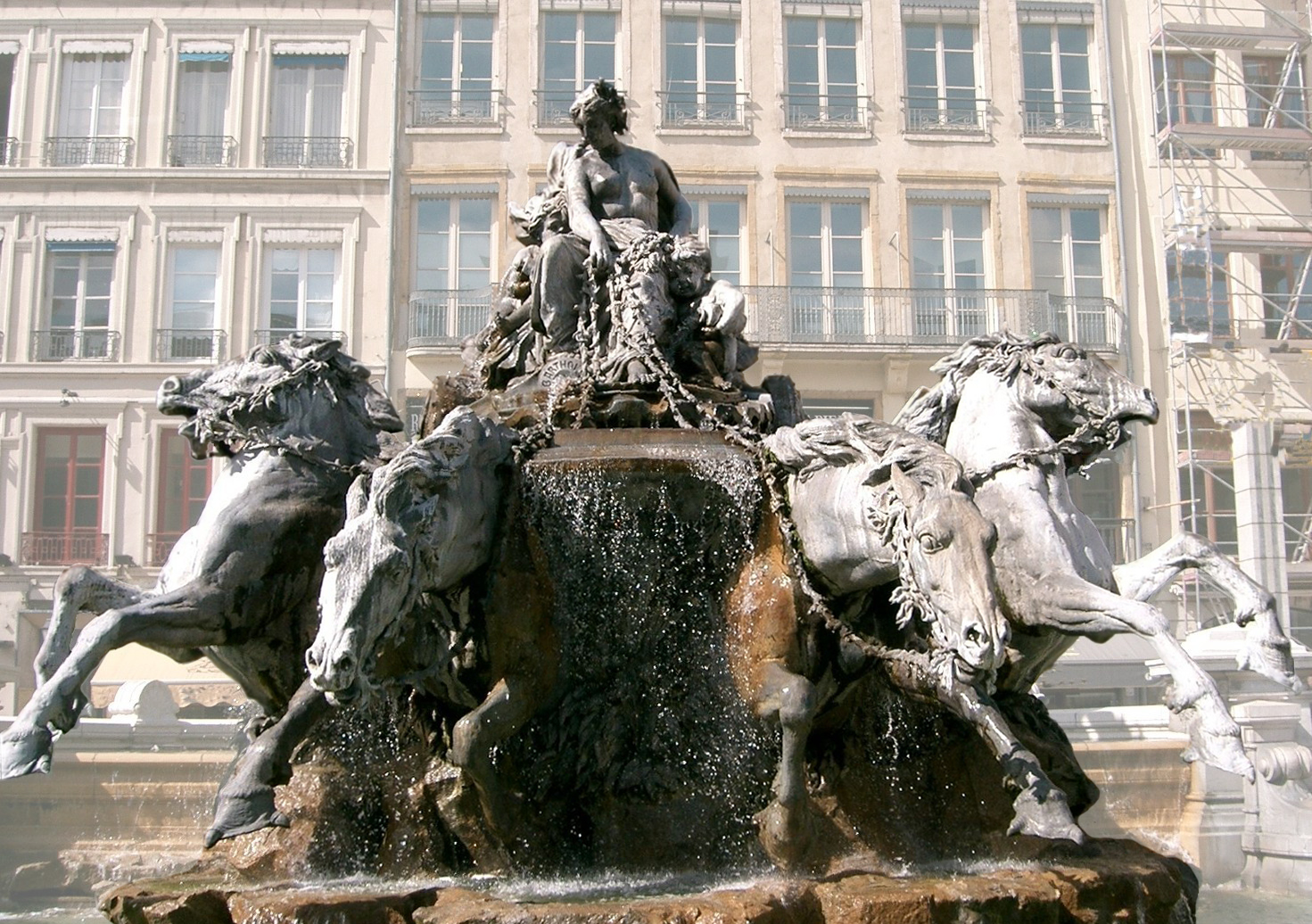
Bartholdi - Chevaux - Plaça des Terreaux - Lyon
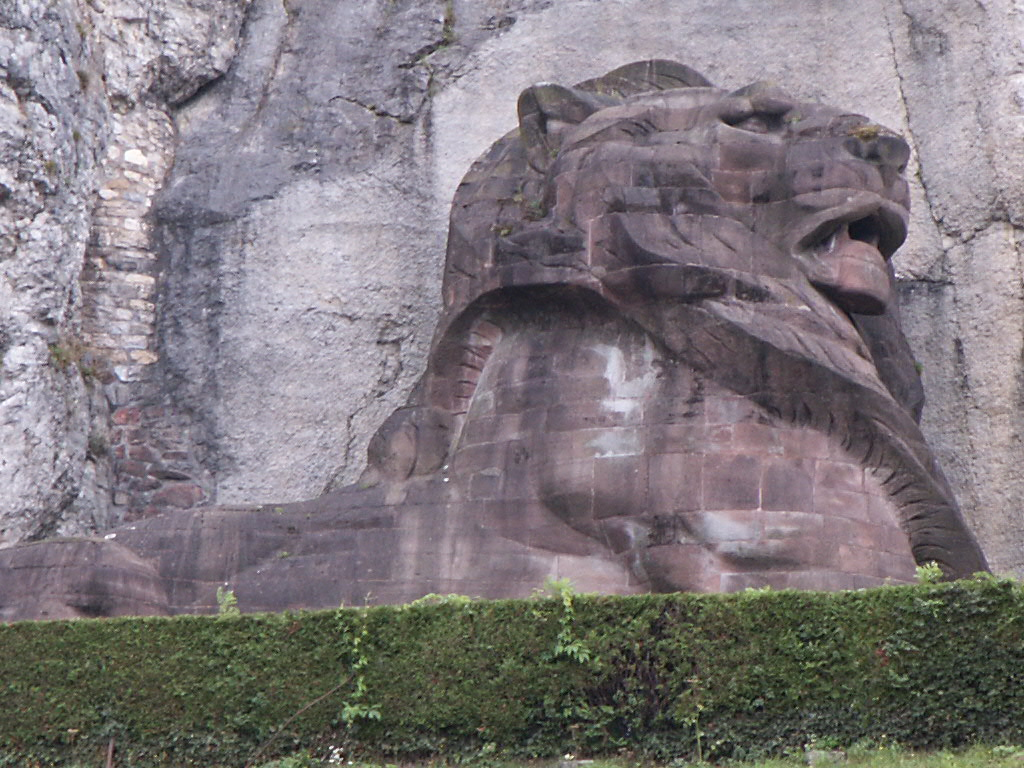
Bartholdi - Lion de Belfort
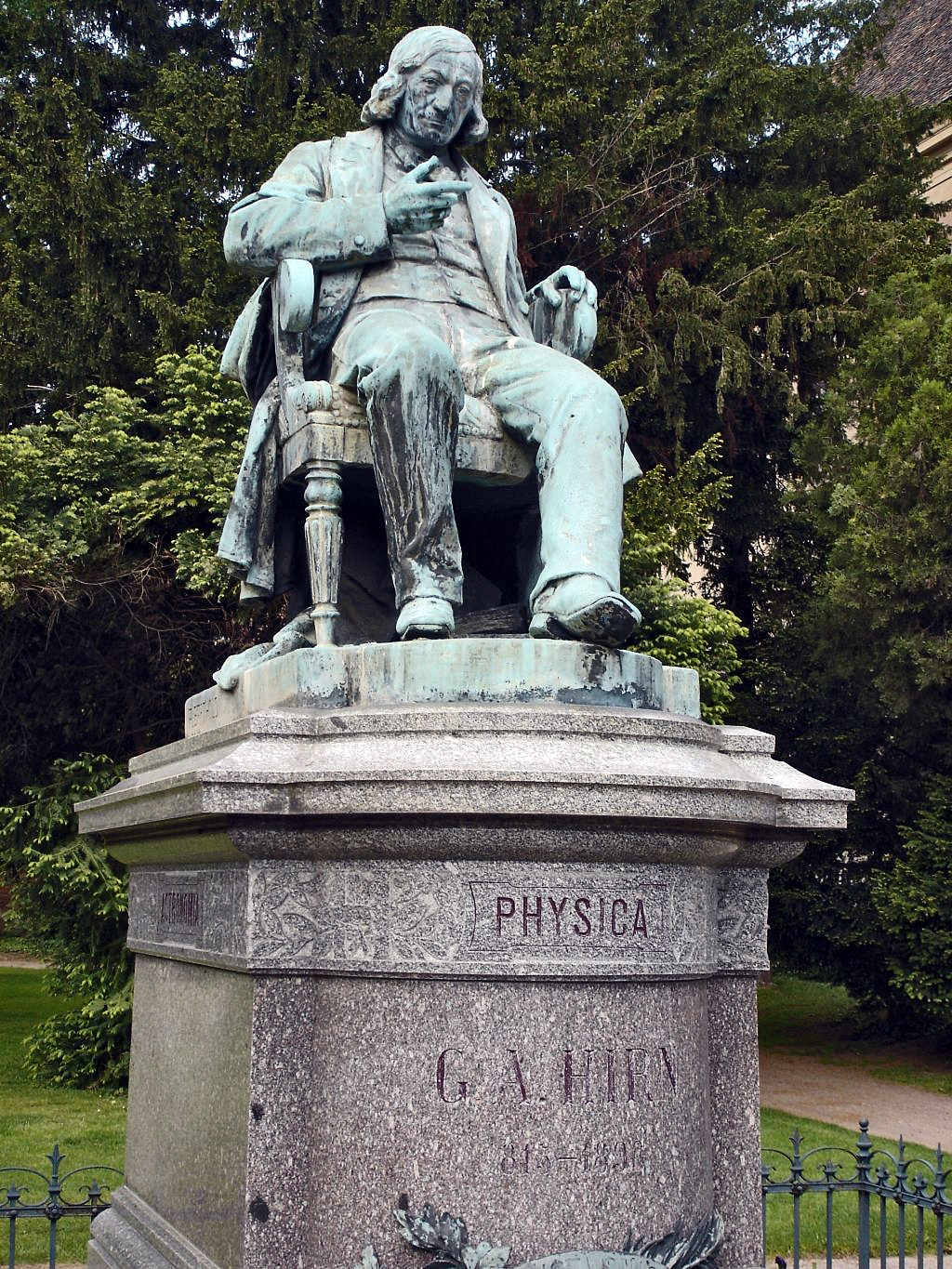
Bartholdi - Gustave-Adolphe Hirn - Colmar